# Campo Novo de Rondônia
Campo Novo de Rondônia là một đô thị thuộc bang Rondônia, Brasil. Đô thị này có diện tích 10970 km², dân số năm 2007 là 12455 người, mật độ 1,14 người/km².